# 73 Puppis
73 Puppis (L² Puppis) é uma estrela na direção da Puppis. Possui uma ascensão reta de 07h 13m 32.23s e uma declinação de −44° 38′ 25.9″. Sua magnitude aparente é igual a 4.42. Considerando sua distância de 198 anos-luz em relação à Terra, sua magnitude absoluta é igual a 0.50. Pertence à classe espectral M5e.